# تاريخ مقديشو
تاريخ مقديشو (بالصومالية: Taariikhda Muqdisho)‏ مقديشو أقدم مدن في الصومال. وعاصمة البلاد تقع في محافظة بنادر الساحلية ويحدها من الجنوب والشرق مياه المحيط الهندي ومن الشمال محافظة شبيلى الوسطى ومن الشمال الغربي محافظة شبيلى السفلى. وكانت مقديشو بمثابة ميناء مهم لعدة قرون.

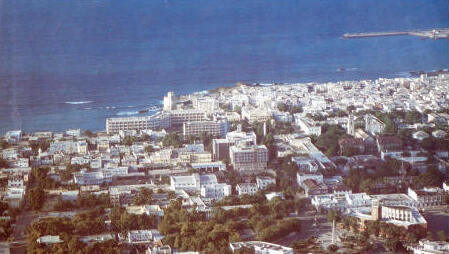
قبل الحرب الأهلية الصومالية كانت مقديشو معروفةبإسم اللؤلؤة البيضاء للمحيط الهندي.

## العصور القديمة

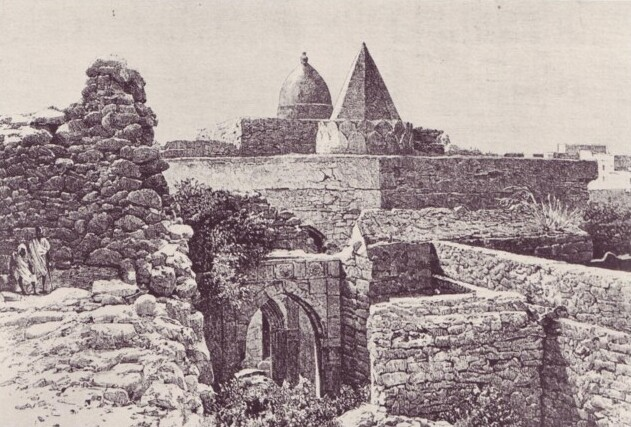
نقش مسجد فخر الدين الذي بناه فخر الدين أول سلطان لسلطنة مقديشو في القرن الثالث عشر

تذكر التقاليد والسجلات القديمة أن جنوب الصومال، بما في ذلك مدينة مقديشو، كان مأهولًا في وقت مبكر جدًا من قبل الصيادين وجامعي الثمار من أصل خويسان. على الرغم من أنه يُعتقد أن معظم هؤلاء السكان الأوائل قد تم سحقهم أو طردهم أو، في بعض الحالات، تم استيعابهم من قبل المهاجرين اللاحقين إلى المنطقة، إلا أن الآثار المادية لاحتلالهم لا تزال موجودة في بعض مجموعات الأقليات العرقية التي تسكن جوبالاند الحديثة وأجزاء أخرى من البلاد. الجنوب. يشمل المتحدرون الأخيرون مجموعات سكانية قديمة مثل إيل، والعوير، والواريبي، وخاصة الوا بوني بحلول وقت وصول شعوب من اتحاد عشيرة الراهانوين أو ما يعرف بالكوشية ديجيل وميريفل، الذين أسسوا طبقة أرستقراطية محلية، كانت مجموعات كوشية أخرى تابعة للأورومو والأجوران قد تشكلت بالفعل المستوطنات الخاصة بهم في المنطقة دون الإقليمية.

### سارابيون
يُعتقد أن مدينة سارابيون القديمة كانت الولاية السابقة لمقديشو ذكر أنها كانت في محيط البحر الأحمر، وهي وثيقة سفر يونانية يعود تاريخها إلى القرن الأول الميلادي، كواحد من سلسلة من الموانئ التجارية على الساحل الصومالي. التجارة البحرية تربط بالفعل شعوب مدينة مقديشو بالمجتمعات الأخرى على طول ساحل البحر الصومالي. خلال العصور القديمة كانت مقديشو جزءًا من دول المدن الصومالية التي شاركت في شبكة تجارية مربحة تربط التجار الصوماليين بفينيقيا و مصر البطلمية واليونان وبلاد فارس البارثية وسابا و مملكة الانباط والإمبراطورية الرومانية. استخدم البحارة الصوماليون السفينة البحرية الصومالية القديمة المعروفة باسم البدن لنقل حمولتهم.

## التأسيس والأصول
كانت العرقية المؤسسة لمقديشو والسلطنة اللاحقة موضوعًا مثيرًا للاهتمام في الدراسات الصومالية. يعتقد إيوان لويس وإنريكو سيرولي أن المدينة تأسست وحكمها مجلس من العائلات العربية والفارسية. ومع ذلك، فإن المرجع آي إم لويس وسيرولي تلقى آثارًا تعود إلى نص من القرن التاسع عشر يسمى كتاب الزنوج، والذي فقد مصداقيته من قبل العلماء المعاصرين باعتباره غير موثوق به وغير تاريخي. والأهم من ذلك أنه يتناقض مع المصادر المكتوبة الشفهية القديمة والأدلة الأثرية حول الحضارات والمجتمعات الموجودة مسبقًا والتي ازدهرت على الساحل الصومالي، والتي كان أسلاف مقديشو والمدن الساحلية الأخرى عليها. ومن ثم، فإن "الأساطير" التأسيسية الفارسية والعربية تعتبر انعكاسًا استعماريًا كاذبًا عفا عليه الزمن حول قدرة الأفارقة على إنشاء دولهم المتطورة.لقد أصبح من المقبول الآن على نطاق واسع أنه كانت هناك مجتمعات موجودة بالفعل على الساحل الصومالي بقيادة أفريقية محلية، وكان على العائلات العربية والفارسية أن تطلب منها الإذن بالاستقرار في مدنها. ويبدو أيضًا أن الأفارقة المحليين ما زالوا يحتفظون بتفوقهم السياسي والعددي، بينما اندمج المهاجرون المسلمون في نهاية المطاف في الثقافة الأفريقية السائدة. تأسست مقديشو و زيلع والمدن الساحلية الصومالية الأخرى على شبكة محلية تتضمن التجارة في المناطق النائية، وقد حدث ذلك حتى قبل الهجرات العربية الكبيرة أو التجارة مع الساحل الصومالي. يعود ذلك إلى ما يقارب أربعة آلاف سنة، وتؤيده الأدلة الأثرية والنصية. وهذا ما تؤكده الوثيقة اليونانية في القرن الأول الميلادي، التي توضح بالتفصيل العديد من مدن الموانئ المزدهرة في الصومال القديم، بالإضافة إلى تحديد سارابيون القديمة مع المدينة التي ستعرف فيما بعد باسم مقديشو. عندما زار إبن بطوطة السلطنة في القرن الرابع عشر، حدد السلطان على أنه من أصل بربري،وهو مصطلح قديم لوصف أسلاف الشعب الصومالي. وفقًا لروس إي. دن، لا يمكن اعتبار مقديشو أو أي مدينة أخرى على الساحل جيوبًا غريبة للعرب أو الفرس، ولكنها في الواقع مدن أفريقية.
وهذا ما تؤكده الوثيقة اليونانية في القرن الأول الميلادي، التي توضح بالتفصيل العديد من مدن الموانئ المزدهرة في الصومال القديم، بالإضافة إلى تحديد سارابيون القديمة مع المدينة التي ستعرف فيما بعد باسم مقديشو. عندما زار ابن بطوطة السلطنة في القرن الرابع عشر، حدد السلطان على أنه من أصل بربري،وهو مصطلح قديم لوصف أسلاف الشعب الصومالي. وفقًا لروس إي. دن، لا يمكن اعتبار مقديشو أو أي مدينة أخرى على الساحل جيوبًا غريبة للعرب أو الفرس، ولكنها في الواقع مدن أفريقية.
ويصف ياقوت الحموي، وهو جغرافي مسلم مشهور في العصور الوسطى، في عام 1220، مقديشو بأنها أبرز مدينة على الساحل. كما ذكر ياقوت مقديشو على أنها مدينة يسكنها البربر، ويوصفون بأنهم "ذوو بشرة داكنة" ويعتبرون أسلاف الصوماليين المعاصرين. وبحلول القرن الثالث عشر وصف ابن سعيد مقديشو وميركا وبراوة الواقعة على ساحل بنادر بأنها أصبحت مراكز إسلامية وتجارية في المحيط الهندي. وقال إن السكان المحليين في ساحل بنادير والداخل يسكنهم في الغالب الصوماليون مع أقلية من التجار العرب والفرس والهنود الذين يعيشون في المدن الساحلية. يذكر ابن المجاور بني ماجد الذين فروا من منطقة المنذرية في اليمن عام 1159 واستقروا في مقديشو وكذلك التجار من مدينتي أبين وهرر الساحلية. يسكن مقديشو تقليديًا أربع مجموعات عشائرية رئيسية من قبيلة رير حمر جيبيل مادو دو ألوان الداكنة (بالصومالية: Afrta Reer Xamar)‏ هؤلاء هم المورشيين، والإسكاشاتو، والداباروين، وبندوو. ومع اعتبار المورشية أقدم مجموعة في مقديشو ويعتبرون من عشيرة أجوران الفرعية التي أسست واحدة من أقوى ممالك العصور الوسطى في إفريقيا والتي تسمى سلطنة أجوران. ويقال إن فصيل جيبيل مادو الجلود الداكنة من البيناديري ينحدر من مجموعات عشائرية صومالية مختلفة من موريسادي ومن الشمال ويشكلون غالبية البيناديريين مع أقلية صغيرة من جيبيل كادس ألوان الفاتحة التي تنحدر من المهاجرين المسلمين.

## العصور الوسطى

### سلطنة مقديشو

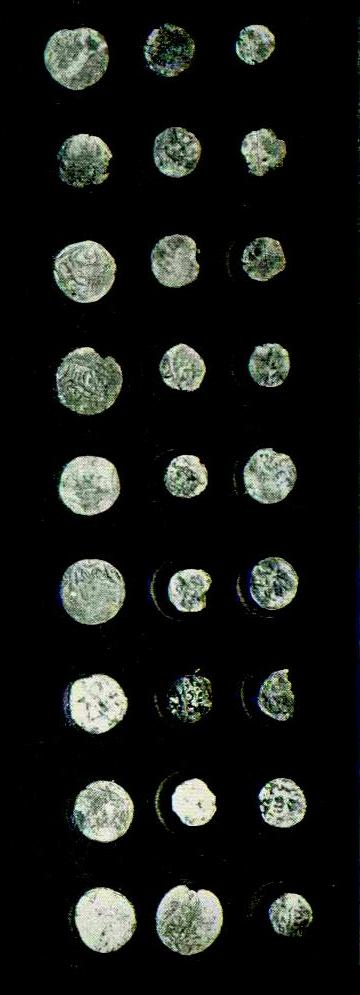
عملة مقديشو

سلطنة مقديشو كانت سلطنة صومالية من العصور الوسطى تتمركز في جنوب الصومال. برزت كواحدة من القوى البارزة في القرن الأفريقي تحت حكم فخر الدين قبل أن تصبح جزءًا من الإمبراطورية أجوران الآخذة في التوسع في القرن الثالث عشر. حافظت سلطنة مقديشو على شبكة تجارية واسعة، وهيمنت على تجارة الذهب الإقليمية، وصكت عملتها الخاصة، وتركت إرثًا معماريًا واسع النطاق في جنوب الصومال الحالي. دولة مدينة محلية لها تأثير كبير على المناطق النائية المجاورة للمدن الساحلية.

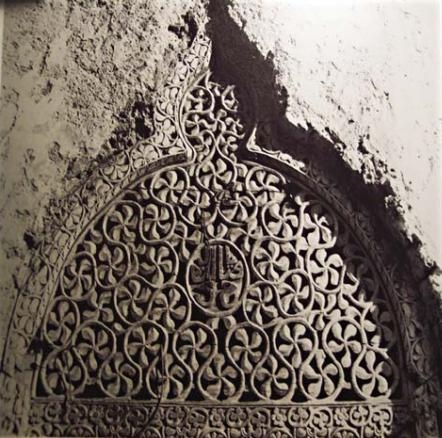
مدخل منزل من الحجر المرجاني في مقديشو

لسنوات عديدة، كانت مقديشو بمثابة المدينة البارزة في أرض البربر، كما أطلق المتحدثون باللغة العربية في العصور الوسطى على الساحل الصومالي. وبعد زيارته للمدينة، كتب المؤرخ السوري ياقوت الحموي عبد سابق من أصل يوناني في القرن الثاني عشر تاريخًا عالميًا للعديد من الأماكن التي زارها مقديشو ووصفها بأنها أغنى وأقوى مدينة في المنطقة وكانت بمثابة مدينة مركز إسلامي عبر المحيط 

علم أجوران، الإمبراطورية الصومالية التي كانت بمقديشو في العصور الوسطى وكانت مدينة مهمة لها

سلطنة مقديشو في ((القرن الثاني عشر)) السلطان مظفر عباد

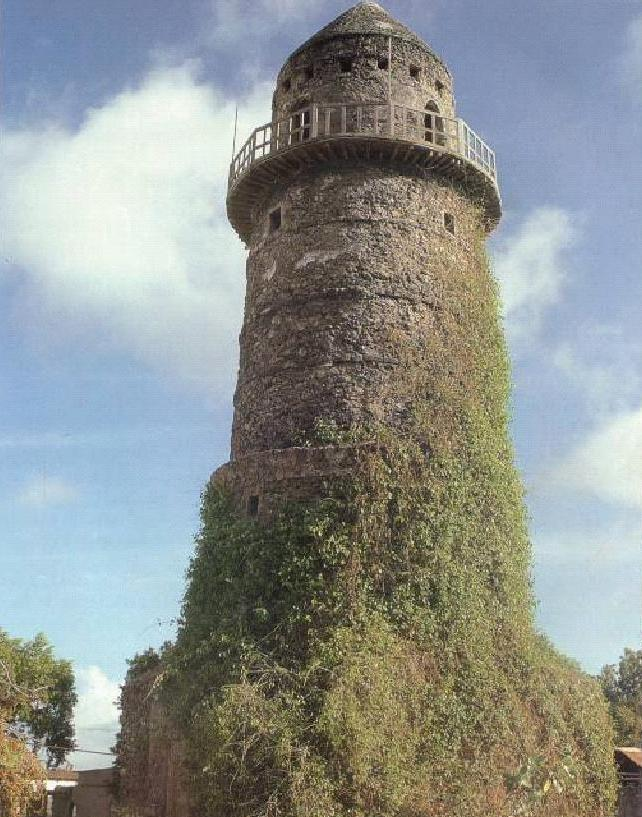
برج المنارة، في مقديشو

 {{استشهاد بكتاب}}: استشهاد فارغ! (مساعدة) enrico Cerulli 
La poesia dei Somali.